# Kozáni
Kozáni (görögül Κοζάνη) város Görögországban, Nyugat-Makedónia régió fővárosa. Lakossága 47 451 fő (2001-es adat).

## Földrajz
A város Görögország északnyugati részén található 710 méter magasan a tengerszint felett, az Aliákmonasz folyó völgyében. A város közelében fekvő legmagasabb csúcs a Vérmio, amely 2052 méter magas, de szintén a város közelében található az 1866 méter magas Vourino hegy is. Kozánitól 15 km-re található a mesterséges Polifitosz-tó, amely az Aliákmonasz folyó kiszélesített szakasza. A város Szalonikitől 120 km-re található.

## Történelem
Habár a várost a bizánci időkben alapították, a területe már a vaskorban is lakott hely volt. A II. Philipposz macedón uralkodó idején a területet Eliméia néven emlegették, amely Felső-Macedónia részét képezte. A várost 1392-ben alapították az ottomán hódítások idején Epiruszból kiűzött keresztények. Később a város is az Ottomán Birodalom uralma alá került. 1664-ben elrendelték, hogy törököknek tilos letelepedni a városban. Kozáni ekkor indult fejlődésnek. Megépült a mai város egyik nevezetessége az Agiosz Nikólaosz templom, 1668-ban pedig sok híres iskola és könyvtár nyitotta meg kapuit. Ebben az időben sok külföldi, főleg közép-európai telepedett le a városban. 1770-ben török csapatok fosztogatták a várost, majd később a városba betörő Aszlan bég teljesen megsemmisítette a várost. A görög függetlenségi és polgárháború után a görögök megszerezték a várost, melyet újjáépítettek. Az 1912-es Balkán-háború idején a görög csapatok meg tudták védeni a várost a török támadás elől, így Kozáni mindvégig görög kézen maradt.

## A város napjainkban

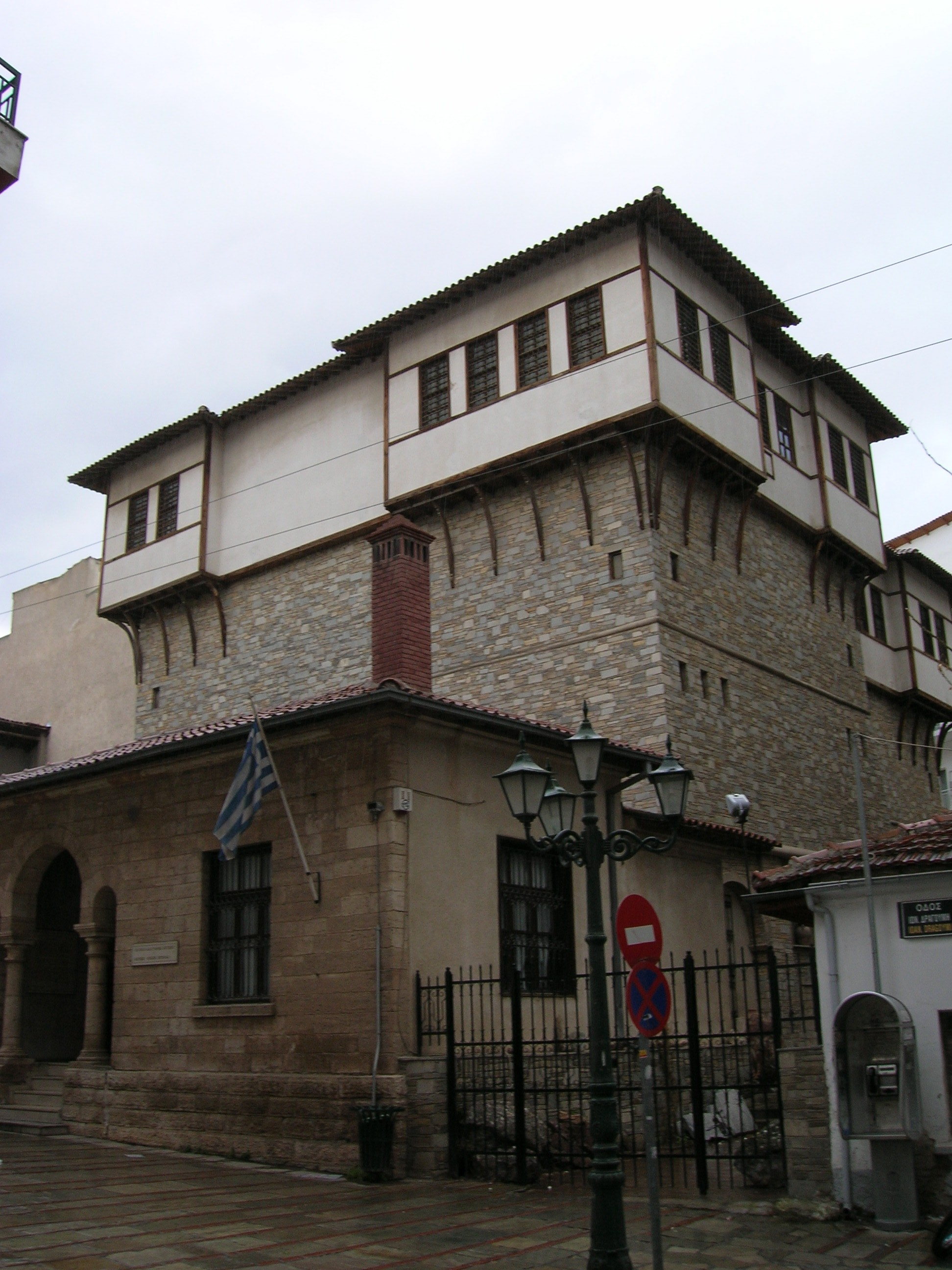
A Folklór Múzeum

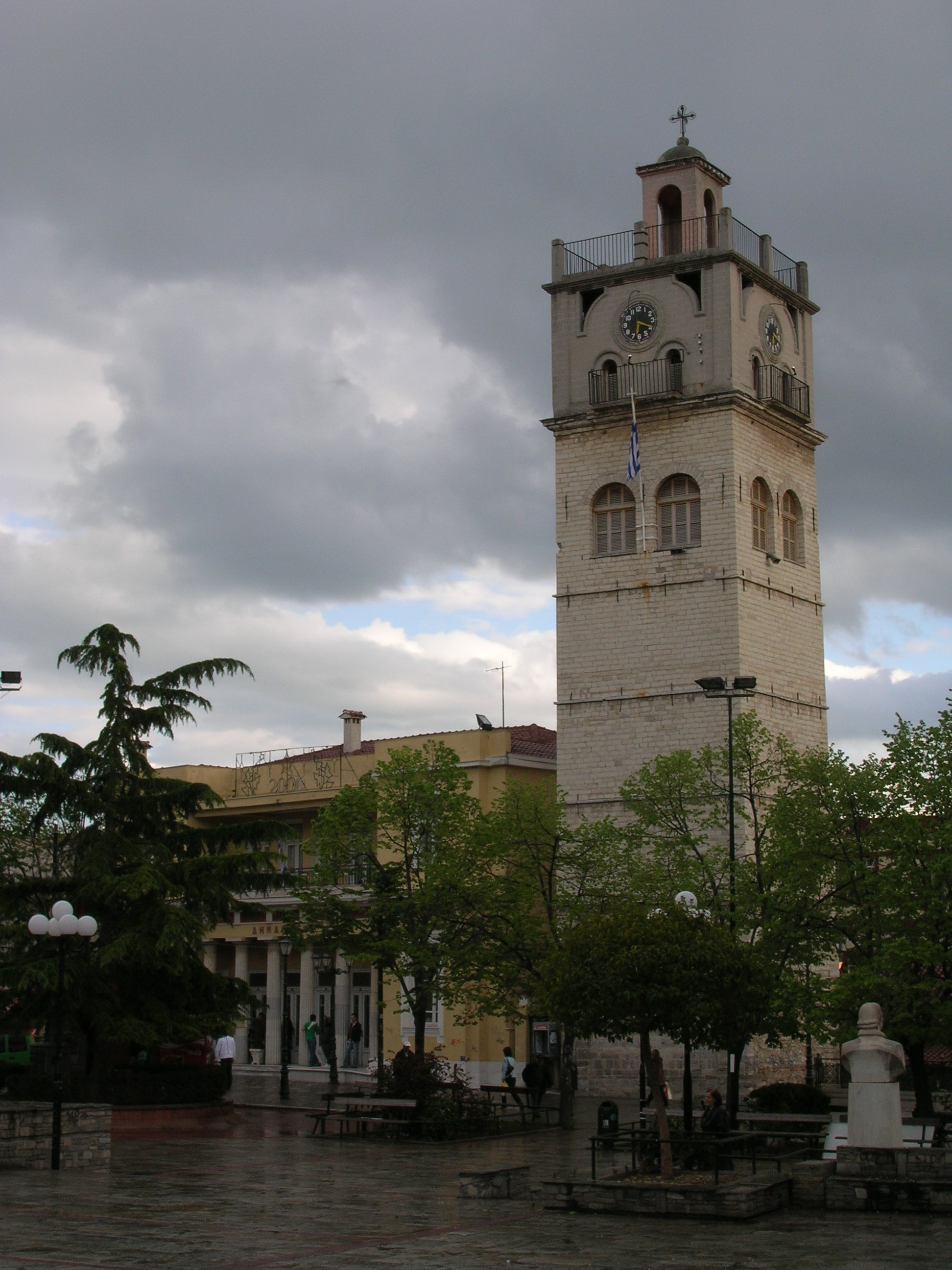
Az óratorony

A város a 20. században hatalmas fejlődésnek indult, melynek során a város sok oktatási és kulturális intézménnyel bővült. A város építészetében keveredik a mai modern és a régi középkori stílus. A település impozáns épületeihez tartozik az Agiosz Nikólaosz templom óratornya, a városháza, a Folklór Múzeum, a Valtadoreio Gimnázium és a Nemzeti Bank épülete. Kozáni könyvtára, a Kovendareiosz a második legnagyobb könyvtár Görögországban. A könyvtár 150 000 könyvvel és egyéb dokumentumokkal rendelkezik. Ezért is kapta a város nemrég a Könyvek Városa becenevet. A Folklór Múzeum a város egyik másik nevezetessége, amely Nyugat-Macedóniával kapcsolatos jelentős tárlattal bír. A múzeumban megtekinthetünk számos történelmi és természetföldrajzi leletet és a nyugat-macedón népszokásokat bemutató tárgyi emlékeket. A városban ezen kívül több múzeum is található, mint az archeológiai és a macedón háborúkat bemutató tárlat.
A város 18 általános iskolával és nyolc gimnáziummal rendelkezik, emellett Kozáni ad helyet a Nyugat-Macedóniai Oktatási Intézménynek, amely az egyik legnagyobb ilyen típusú intézmény Görögországban. A városban 2002-ben nyitotta meg kapuit Kozáni műszaki egyeteme, a Nyugat-Macedóniai Egyetem.
Kozániban minden évben megrendezésre kerül a telet búcsúztató Kozáni karnevál, amely a régió legnagyobb effajta rendezvénye. A karnevál idején az emberek az utcákra mennek táncolni és énekelni, ahol városszerte örömtüzeket gyújtanak. Másik híres rendezvény Kozániban a nyár végén megrendezendő Lasszaneia Események. A rendezvény során városszerte koncertek, színházi előadások és atlétikai versenyszámok zajlanak. Fontos esemény még a Niaimérosz nevezetű vásár a város északi részén. A vásár október első keddjén nyitja meg kapuit és ezután kilenc napig tart. Továbbá ünnepnapnak számít a városban október 11-e, mivel Kozáni ezen a napon szabadult fel a török uralom alól.

## Kapcsolódó témakörök
- Krókosz

## Testvérvárosai
- Jászvásár, Románia
- Toluca, Mexikó
- Targoviste, Bulgária

## Fordítás
- Ez a szócikk részben vagy egészben  a   Kozani című angol Wikipédia-szócikk fordításán alapul.  Az eredeti cikk szerkesztőit annak laptörténete sorolja fel. Ez a jelzés csupán a megfogalmazás eredetét és a szerzői jogokat jelzi, nem szolgál a cikkben szereplő információk forrásmegjelöléseként.